# Vallerustie
Vallerustie est une ancienne piève de Corse. Située dans le centre-est de l'île, en Castagniccia, elle relevait de la province de Corte sur le plan civil et du diocèse d'Aléria sur le plan religieux.

## Géographie

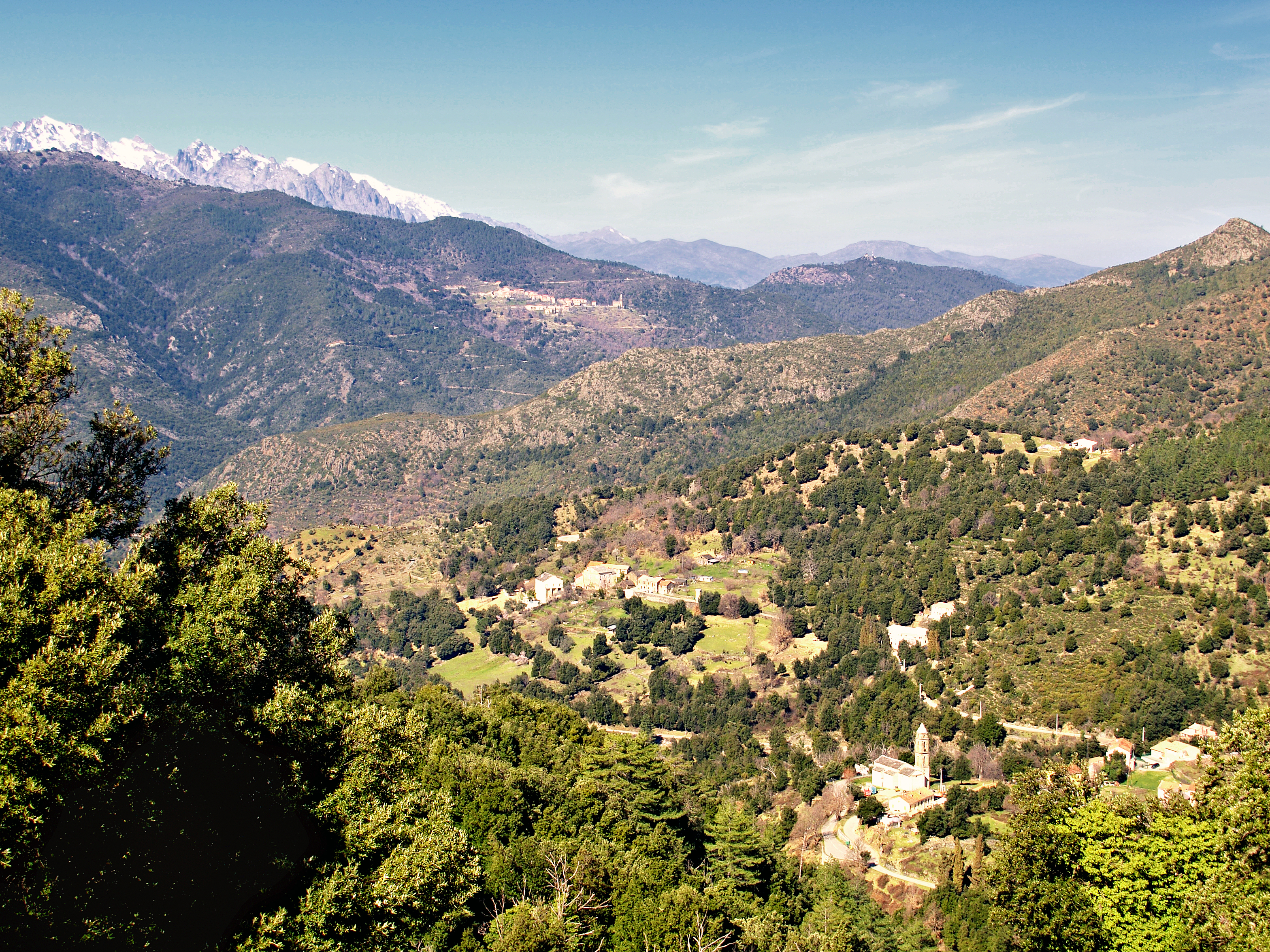
Vue sur San-Lorenzo et Aiti depuis Loriani.

### Situation
La piève de Vallerustie occupe la partie haute de la vallée de la Casaluna qui longe le versant occidental du massif schisteux du San Petrone avant d'aller grossir le Golo. C'est une vallée encaissée aux nombreux ravins d'où s'écoulent de nombreux ruisseaux.
La piève de Vallerustie est jumelle de celle de Rostino (même radical étrusque) dont une grande partie partage le bassin de la Casaluna. Des villages des deux pièves se sont unis pour constituer le Syndicat intercommunal de la vallée de Casaluna.

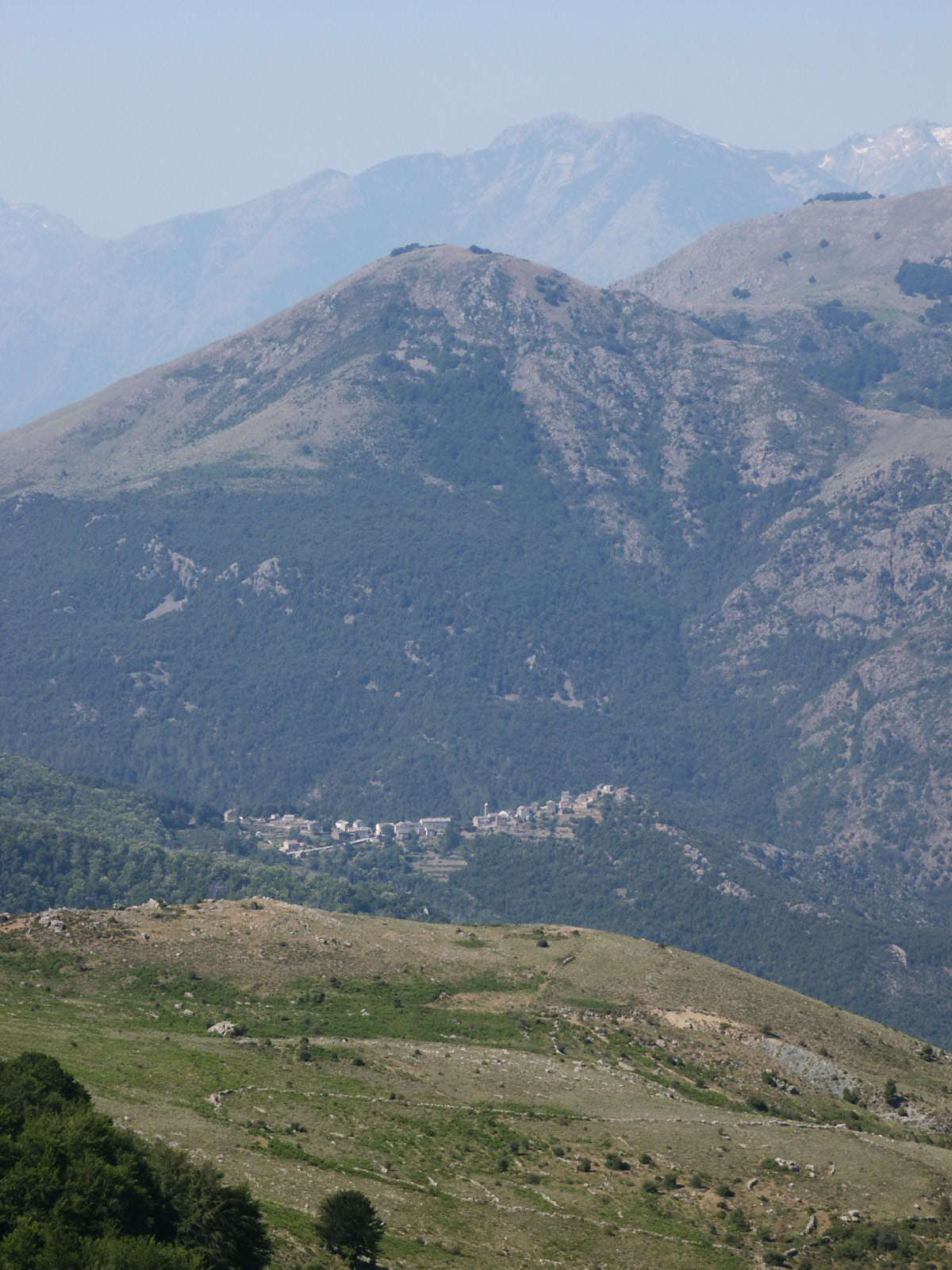
Vue de Carticasi.
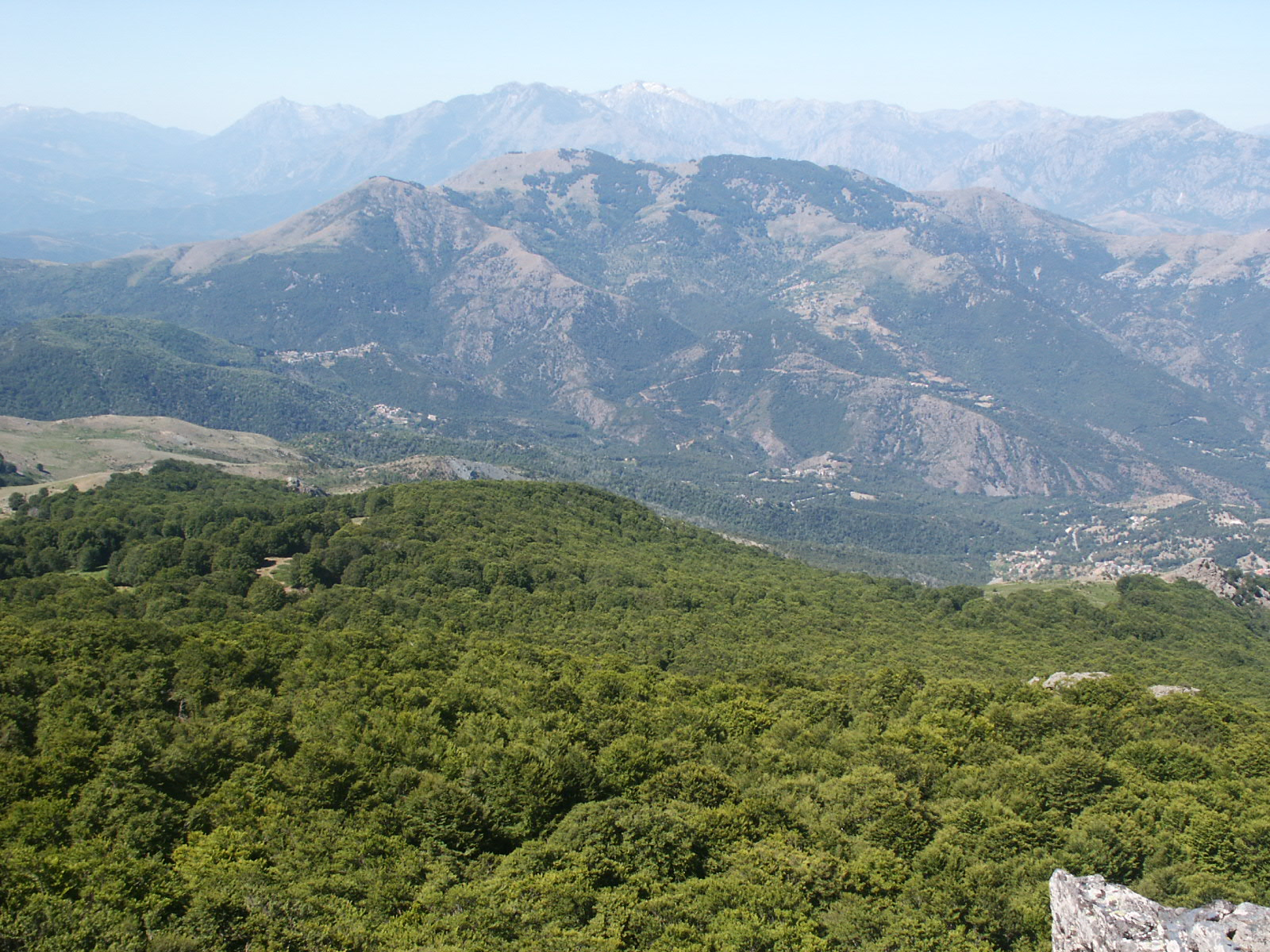
La piève de Vallerustie depuis le Monte San Petrone.

Le versant droit est couvert par la forêt de San Pietro d'Accia composée principalement de châtaigniers retournés à l'état de forêt jusqu'à 800 mètres environ, et de hêtres à l'étage supérieur. En aval, le versant gauche est occupé par la forêt de Pineto, une forêt territoriale de pins. En bordure de route dans la vallée, on découvre le romarin "Corsican Blue", une variété rampante endémique, caractéristique par ses branches pendantes et ses nombreuses fleurs bleues.
Les pièves voisines de Vallerustie sont :

### Composition
La piève de Vallerustie comprenait les douze communautés suivantes :
- Coibiti aussi dite San Pietro et incluant les villages de Coibiti, Borgo, Serramolle et Oliva ;
- Tribbio aussi dite San Lorenzo et incluant les villages de Tribbio et Casanova;
- Forci aussi dite Santa Lucia et incluant les villages de Forci et Penta ;
- San Quilico ;
- Corsoli ;
- Loriani ;
- Cambia ;
- Carticasi ;
- Rusio ;
- Érone ;
- Lano ;
- Aiti.

À la fin du XVIIIe siècle, les communautés de San Pietro, San Lorenzo et Santa Lucia qui jouissaient d'un même territoire commun et indivis fusionnèrent pour former la commune de San-Lorenzo. De même, San Quilico, Loriani, Corsoli et Cambia s'unirent pour former la commune de Cambia.

### Accès routiers

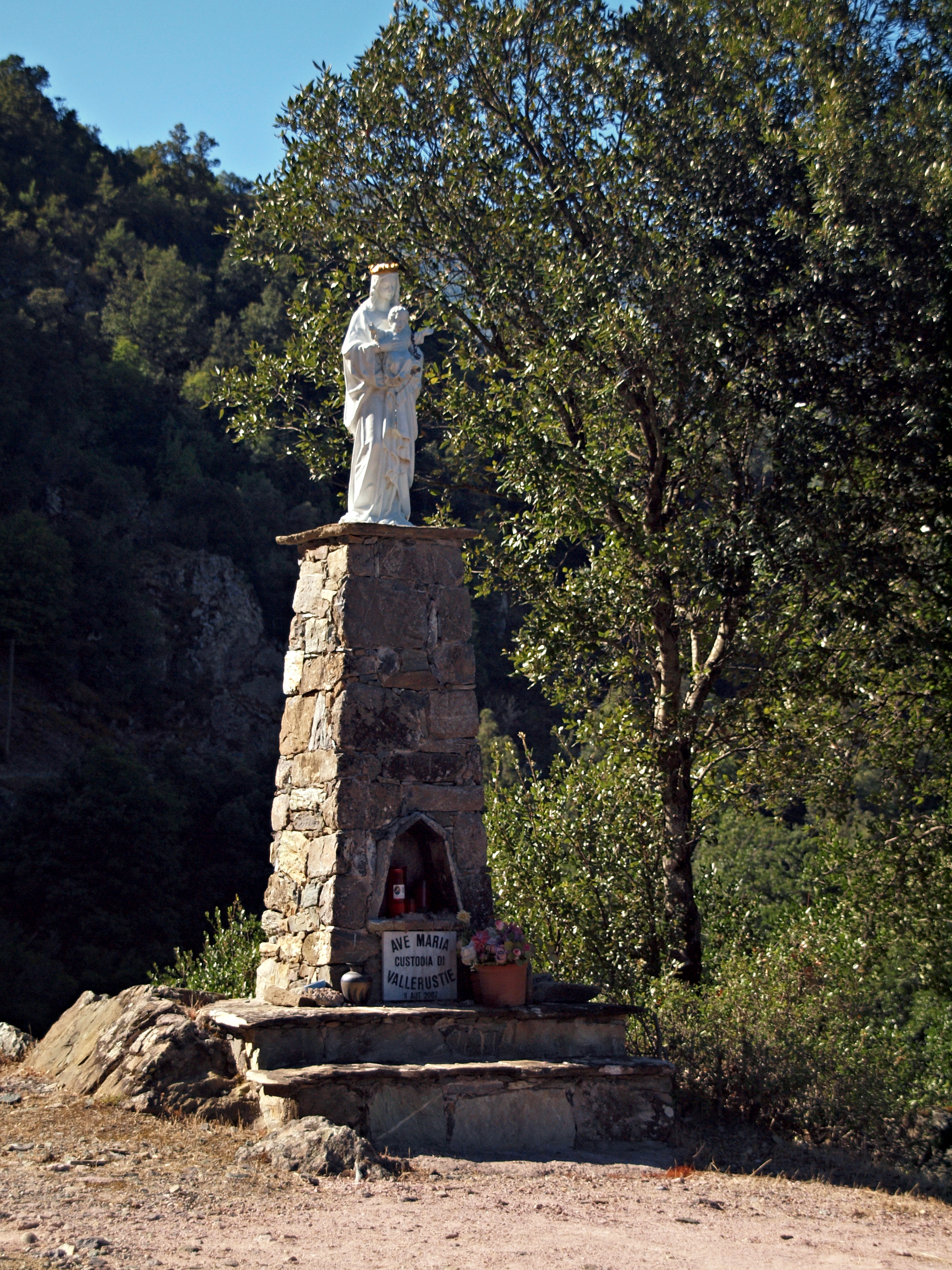
Oratoire en bordure de la route D39

- La D39 permet de pénétrer dans la vallée de la Casaluna, au nord, depuis le pont du Golo à son intersection avec la RN 193, et au sud depuis Bustanico (Bozio) ;
- La D239 depuis Francardo (Talcini) en passant par Aiti ;
- La D639 depuis Morosaglia (Rostino).

## Histoire
La piève de Vallerustie occupe la partie haute de la vallée de la Casaluna.
Au XVIe siècle vers 1520, elle avait pour lieux habités :
Carticasi, Candia, Loriani, Corsuli, Santo Quilico, li Forci, lo Tribio, Coibiti, le Noce, lo Borgo, Aiti, Lano, Errone, Rusia
- Carticasi : Carticasi ;
- Candia : Cambia ;
- Loriani : Loriani, hameau de Cambia ;
- Corsuli : Corsoli, hameau de Cambia ;
- Santo Quilico : San Quilico, hameau de Cambia ;
- li Forci : Forci, hameau de San-Lorenzo ;
- lo Tribio : Tribbio, principal hameau de San-Lorenzo ;
- Coibiti : Coibiti, hameau de San-Lorenzo ;
- le Noce ;
- lo Borgo : Borgo, hameau de San-Lorenzo ;
- Aiti : Aiti ;
- Lano : Lano ;
- Errone : Érone ;
- Rusia : Rusio.

Cette piève constitua, à partir de 1790, le canton de Vallerustie, puis, dès 1828, le canton de San-Lorenzo.
Il fusionne en 1973 avec les cantons de Sermano (ancienne piève de Bozio) et de Piedicorte-di-Gaggio (partie nord de l'ancienne piève de Rogna) pour former le canton de Bustanico.
La piève de Vallerustie est riche en histoire, depuis le Néolithique jusqu'à nos jours. La stantara de Petra Frigiata, une statue-menhir, et l'énorme bloc rocheux couvert de carrés et de losanges tout proche qui fut découvert en 1955 par l'archéologue Roger Grosjean et daté de l'âge du fer, en sont des preuves d'occupation. Deux chapelles romanes du XIIIe siècle : Santa Maria et San Quilicu, les édifices religieux et le bâti moyenâgeux des villages sont là pour expliquer le riche passé de la vallée. Des efforts sont actuellement entrepris pour la restauration et la sauvegarde de plusieurs édifices sacrés.

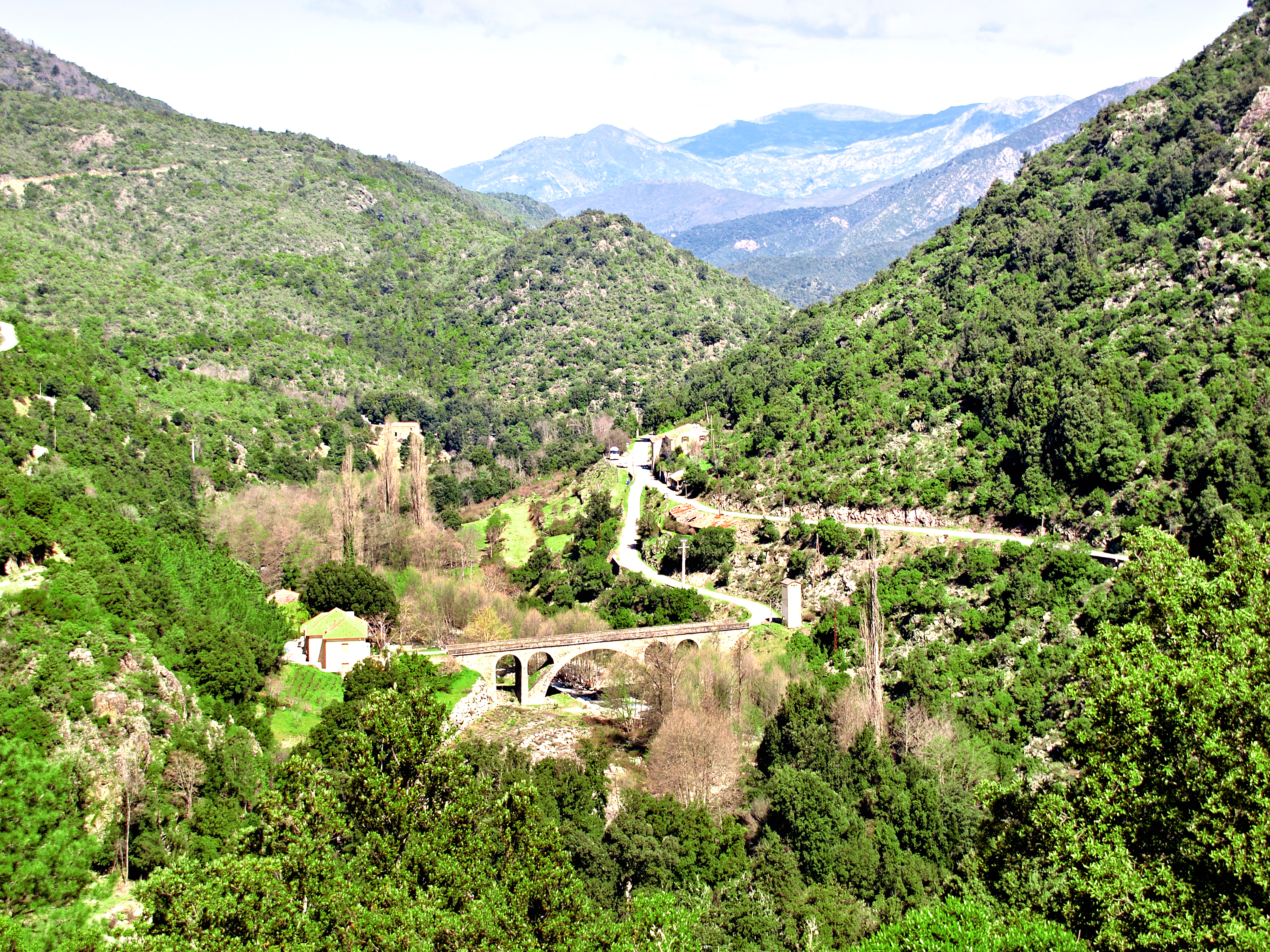
Le pont de Lano (D139)

## Économie

### Agriculture
Le nom "Vallerustie" c’est aussi, aujourd'hui, un terroir dont le label s’attache à des produits réputés (charcuterie, farine de châtaigne,…)

### Tourisme, loisirs
Le nom "Vallerustie" se rattache également au tourisme et aux loisirs :
- club « Alba di Vallerustie » (Fédération française de la montagne et de l’escalade).

## Patrimoine
- Église romane de San Chirgu, à San Chirgu (com. Cambia)
- Église romane de Santa Maria, à Corsuli (com. Cambia)
- Statue-menhir de Santa Maria, à Corsuli (com. Cambia)
- Gravures préhistoriques de Petra Frisgiata 1, à Corsuli (com. Cambia)

Autres sites pré et protohistoriques :
Le patrimoine archéologique de Vallerustie est très riche, mais en l’absence d’association ou de mesure de sauvegarde, tout ne peut être cité car Wikipedia n’a pas vocation à exposer les sites non protégés, aux fouilles sauvages. Toutefois, certains sites sont déjà suffisamment « dénoncés » par la toponymie : tel est le cas du toponyme castellu qui évoque des sites de forteresses préhistoriques. Pour E Vallerustie, deux cas peuvent être évoqués puisqu'ils figurent sur les cartes : appellations Punta Castellare, et Cima à u Castellu. Ce sont deux sites de haute montagne, de part et d’autre de la haute vallée de Casaluna :
- U Castella, site préhistorique que l'on peut repérer sur les cartes par l'appellation (déformée) : punta Castellare. U Castella est situé en limite des communes de Salgetu (Saliceto) et de Sa Lurenzu (San-Lorenzo).

Cf. U Castellà à U Salgetu)
- Castellu Rusumaiò (Rusu Maiò), site préhistorique que l'on peut repérer sur les cartes par l'appellation Cima à u Castellu. Rusiu Maiò est situé sur les pentes de Pianu Maiò, dans la commune de Rusiu.

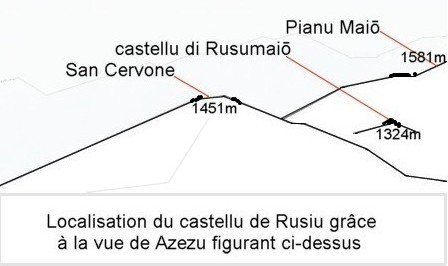
Site du Castellu di Rusumaiò

Cf. Castellu Rusumaiò à Rusiu.

## La piève religieuse
L'église piévane, ou « pieve » du Vallerustie était l'église de San Ghjuvanni Battista, située sur la commune de San Lurenzu. Elle est aujourd'hui disparue d'après les travaux de Geneviève Moracchini-Mazel.